# Belle-Rivière
Pour les articles homonymes, voir Belle Rivière.
Belle-Rivière est un territoire non organisé situé dans la municipalité régionale de comté de Lac-Saint-Jean-Est, dans la région administrative du Saguenay–Lac-Saint-Jean, au Québec.

## Géographie
La rivière Métabetchouane délimite l'ouest du territoire en coulant vers le sud-ouest.
À partir du lac Staffieri, dans le sud-est, la rivière aux Canots coule vers le nord-ouest jusqu'à sa confluence avec la rivière Métabetchouane.
À partir du lac Neuf, dans le sud-est, la rivière à la Carpe coule vers le nord-ouest.
À partir du lac de la Belle Rivière, dans le nord, la Belle Rivière coule vers le nord.
À partir du lac Morelle, dans le sud-est, la rivière du Milieu coule vers le nord jusqu'à son embouchure dans le lac de la Belle Rivière.
La rivière aux Écorses en délimite le sud-est du territoire en coulant vers le sud-ouest.

## Histoire
Son nom a été officialisé le 13 mars 1986.

## Démographie
| 2001 | 2006 | 2011 | 2016 | 2021 |
| ---- | ---- | ---- | ---- | ---- |
| 0    | 0    | 0    | 0    | 10   |